# توني ويليامسون
توني ويليامسون (بالإنجليزية: Tony Williamson)‏ هو كاتب سيناريو بريطاني، ولد في 18 ديسمبر 1932 في مانشستر في المملكة المتحدة، وتوفي في 19 يونيو 1991.

## وصلات خارجية
- توني ويليامسون على موقع IMDb (الإنجليزية)
- توني ويليامسون على موقع ألو سيني (الفرنسية)
- توني ويليامسون على موقع ميوزك برينز (الإنجليزية)
- توني ويليامسون على موقع أول موفي (الإنجليزية)
- توني ويليامسون على موقع قاعدة بيانات الأفلام السويدية (السويدية)
- توني ويليامسون على موقع قاعدة بيانات الفيلم (الإنجليزية)
- توني ويليامسون على موقع كينوبويسك (الروسية)